# Río Negro (Venezuela)
Río Negro é um município da Venezuela localizado no estado venezuelano de Amazonas, com capital sendo a cidade de San Carlos de Río Negro.